# Liga de Béisbol Profesional Roberto Clemente 2021–22
La Liga de Béisbol Profesional Roberto Clemente 2021-22 se disputa desde el 6 de noviembre de 2021 hasta el 23 de enero de 2022.

## Serie regular
Disputado del 6 de noviembre de 2021 al 3 de enero de 2022.
| Equipo                  | JJ | G  | P  | PCT  | JV   |
| ----------------------- | -- | -- | -- | ---- | ---- |
| Indios de Mayagüez      | 31 | 21 | 10 | .677 | --   |
| Criollos de Caguas      | 32 | 20 | 12 | .625 | 1.5  |
| Cangrejeros de Santurce | 32 | 17 | 15 | .531 | 4.5  |
| Gigantes de Carolina    | 31 | 13 | 18 | .419 | 8    |
| RA12                    | 32 | 8  | 24 | .250 | 13.5 |

## Play-offs
Se jugará del 7 al 22 de enero del 2022.
|  | Semifinales | Semifinales             | Semifinales |                    |   | Final              | Final | Final |  |
|  |             |                         |             |                    |   |                    |       |       |  |
|  |             |                         |             |                    |   |                    |       |       |  |
|  | 1           | Indios de Mayagüez      | 4           |                    |   |                    |       |       |  |
|  | 1           | Indios de Mayagüez      | 4           |                    |   |                    |       |       |  |
|  | 4           | Gigantes de Carolina    | 1           |                    |   |                    |       |       |  |
|  | 4           | Gigantes de Carolina    | 1           |                    | 1 | Indios de Mayagüez | 1     |       |  |
|  |             |                         |             |                    | 1 | Indios de Mayagüez | 1     |       |  |
|  |             |                         | 2           | Criollos de Caguas | 4 |                    |       |       |  |
|  | 2           | Criollos de Caguas      | 2           | Criollos de Caguas | 4 | 4                  |       |       |  |
|  | 2           | Criollos de Caguas      |             |                    |   | 4                  |       |       |  |
|  | 3           | Cangrejeros de Santurce | 2           |                    |   |                    |       |       |  |
|  | 3           | Cangrejeros de Santurce | 2           |                    |   |                    |       |       |  |
|  |             |                         |             |                    |   |                    |       |       |  |